# Peter Vojtek
Peter Vojtek (Komárom, 1958. január 8. –) szlovák katona, vezérőrnagy, 2011 decemberétől Szlovákia haderejének vezérkari főnöke.

## Élete
Vojtek tábornok 1982-ben végzett a Liptószentmiklósi Katonai Akadémián, ezt követően a légvédelemnél, a 71. légvédelmi rakétaezrednél szolgált 1988-ig. 1988 és 1994 között a 186. légvédelmi rakétaezrednél volt beosztásban, 1992-től az ezred parancsnokhelyetteseként. 1994 és 2002 között a Hadügyminisztérium inspektora volt és eközben 1997 és 1999 között Liptószentmiklóson további tanulmányokat folytatott korábbi iskolájában. Ezután egyéves vezérkari képzésen vett részt Hamburgban. 2003-tól két éven át a légvédelmi rakétaezred parancsnoka volt. Az ezt követő két évben a Szlovák Légierő parancsnok-helyetteseként tevékenykedett. 2008 és 2010 között a Szlovák Fegyveres Erők vezérkarában töltött be különböző tisztségeket. Ezután 2011-ig a kiképzésért és az ellátásért felelős parancsnok lett. 2011. december 15-én Ivan Gašparovič szlovák elnök kinevezte a hadsereg vezérkari főnökévé, ahol a nyugállományba vonuló Ľubomír Bulíkot váltotta.